# Progressione del record mondiale dell'eptathlon femminile

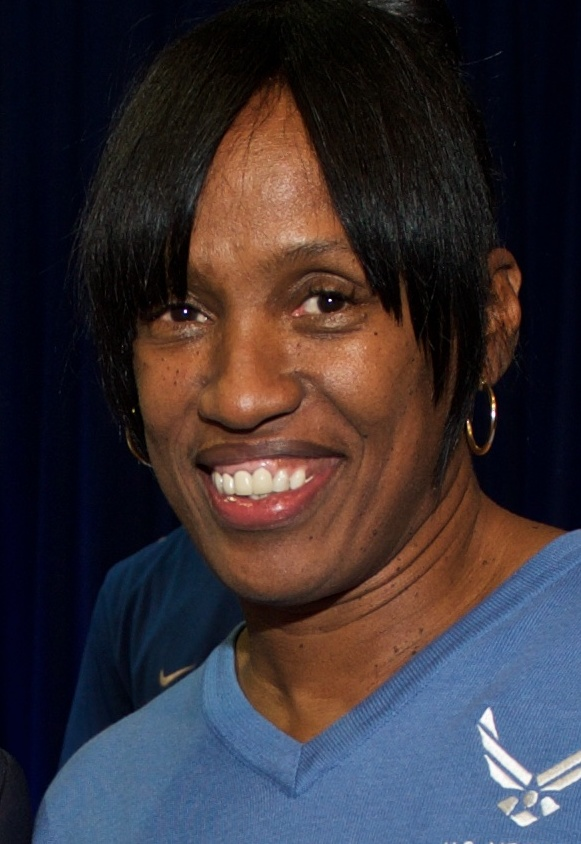
Jackie Joyner-Kersee, detentrice del record mondiale della specialità

La voce seguente illustra la progressione del record mondiale dell'eptathlon femminile di atletica leggera.
Il primo record mondiale femminile venne riconosciuto dalla federazione internazionale di atletica leggera nel 1981. Ad oggi, la World Athletics ha ratificato ufficialmente 8 record mondiali di specialità.

## Progressione
| Punti | Punti (tabella 1985) | Atleta               | Nazione      | Luogo                     | Data              | Note |
| ----- | -------------------- | -------------------- | ------------ | ------------------------- | ----------------- | ---- |
| 6 716 | 6 788                | Ramona Neubert       | Germania Est | Kiev, Unione Sovietica    | 28 giugno 1981    |      |
| 6 773 | 6 845                | Ramona Neubert       | Germania Est | Halle, Germania Est       | 20 giugno 1982    |      |
| 6 836 | 6 935                | Ramona Neubert       | Germania Est | Mosca, Unione Sovietica   | 19 giugno 1983    |      |
| 6 867 | 6 946                | Sabine John          | Germania Est | Potsdam, Germania Est     | 6 maggio 1984     |      |
| 7 148 | 7 148                | Jackie Joyner-Kersee | Stati Uniti  | Mosca, Unione Sovietica   | 7 luglio 1986     |      |
| 7 158 | 7 158                | Jackie Joyner-Kersee | Stati Uniti  | Houston, Stati Uniti      | 2 agosto 1986     |      |
| 7 215 | 7 215                | Jackie Joyner-Kersee | Stati Uniti  | Indianapolis, Stati Uniti | 16 luglio 1988    |      |
| 7 291 | 7 291                | Jackie Joyner-Kersee | Stati Uniti  | Seul, Corea del Sud       | 24 settembre 1988 |      |